# Tausche Leben
Tausche Leben bzw. Tausche Familie war eine österreichische Doku-Soap, die bei ATV ausgestrahlt wurde. Sie ist die österreichische Version der deutschen Doku-Soap Frauentausch, hat allerdings kleine Unterschiede zur deutschen Ausgabe. Die österreichische Sendung unterscheidet sich von der deutschen unter anderem dadurch, dass die österreichische eine weitere Tauschperson pro Familie zulässt. Tausche Leben hatte einen durchschnittlichen Marktanteil von zwölf Prozent seit Sendestart.

## Inhalt
In Tausche Leben ging es pro Sendung um zwei Familien, aus denen jeweils maximal zwei Personen den Haushalt tauschen. In der Fernsehsendung wurde geschildert, wie die Tauschpersonen mit dem neuen Haushalt klarkommen. Während der Tauschphase führte jedes Familienmitglied ein Videotagebuch und äußerte in diesem seine verschiedenen Gedanken, Gefühle und Eindrücke.